# راندي هانسون
راندي هانسون (بالإنجليزية: Randy Hanson)‏ هو مدرب رياضي أمريكي، ولد في 17 يناير 1968 في ساكرامنتو في الولايات المتحدة.